# Zimetschtern han i gern
Das Lied Zimetschtern han i gern wurde 1998 von Andrew Bond auf der gleichnamigen CD des Lehrmittelverlags des Kantons Zürich veröffentlicht. Die Melodie ist von dem Lied Jingle Bells übernommen. Die CD war die erste Veröffentlichung von Bond und wurde mittlerweile über 90.000 mal verkauft.
Wie auch die späteren Veröffentlichungen Bonds gehören diese Lieder in der Deutschschweiz zum Standardrepertoire in den meisten Kindergärten.
Analog zur Vorlage ist es ein Lied, das in der Weihnachtszeit gesungen und gespielt wird, ohne direkt auf das Weihnachtsfest einzugehen. Vielmehr beschreibt es die Freude am Guetslibacken während der Vorweihnachtszeit. Im Refrain erwähnt das Lied verschiedene Schweizer Guetslisorten.

## Refrain
Zimetstern han I gern

Mailänderli au

Tirggel und Spitzbuebe

und Ring us Willisau

Läckerli lieben-i

Chräbeli no mee

Totebeinli, Pfäffernüss

mit Puderzuckerschnee